# Cauterets
Cauterets (in occitano Cautarés) è un comune francese, situato nel dipartimento degli Alti Pirenei, nella regione dell'Occitania: è centro termale e una stazione sciistica.

## Storia

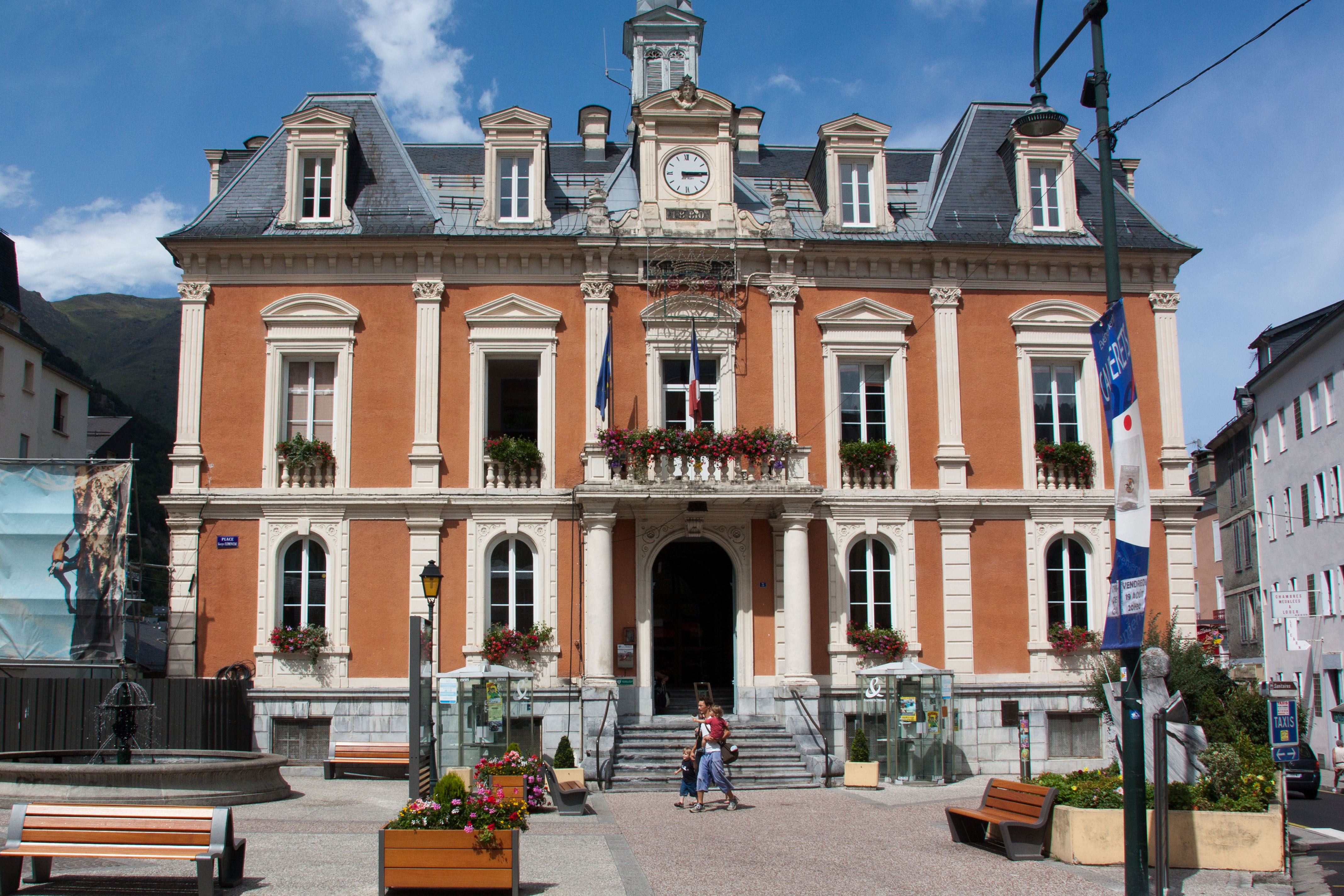
Il municipio

Cauterets è situato in una stretta valle, attraversata dal fiume gave de Cauterets ed è circondata dalla catena montana dei Pirenei, in particolare dal massiccio del Vignemale. Piccolo villaggio di montagna dedito alla pastorizia e all'agricoltura, con numerose coltivazioni di alberi da frutto, fu fondato durante l'epoca romana, ma fu nel XVI secolo che ebbe un notevole sviluppo, diventando una rinomata località termale francese grazie alla costruzione di piccoli complessi termali, che sfruttavano le proprietà curative di undici fonti; la fama fu accresciuta anche dai soggiorni di Margherita d'Angoulême.
Nel XIX secolo le Terme di Cesare, il Grand Hotel d'Angleterre, il Grand Hotel Continental, con le loro facciate monumentali testimoniarono il periodo d'oro della città e dell'idroterapia: tra i visitatori illustri si ricorda il soggiorno di George Sand nel 1825, quello di François-René de Chateaubriand nel 1829 e quello di Victor Hugo nel 1843; anche Bernadette Soubirous, sofferente di asma, si recò a Cauterets nel 1858 e 1859. Il 22 giugno 1898 la città fu raggiunta dalla tranvia per Pierrefitte-Nestalas, chiusa poi il 1º aprile 1949.
Oggi oltre al termalismo è anche sviluppato il turismo invernale: il paese, con una capacità ricettiva di 25.000 turisti, è un rinomato comprensorio sciistico pirenaico, specializzato nello sci alpino, ma soprattutto nello sci di fondo; vanta inoltre diversi impianti di risalita ed è punto di partenza di numerosi sentieri escursionistici che portano a zone di notevole interesse naturalistico come il Pont d'Espagne, il Petit Vignemale e il Lago di Gaube.

## Monumenti e luoghi d'interesse
Tra i principali luoghi d'interesse, la chiesa di Notre-Dame de Chauterets, ricostruita tra il 1827 e il 1834, le Terme di Cesare, risalenti al 1844 e completamente rinnovate nel 1999, la vecchia stazione della funivia, costruita dall'équipe di Gustave Eiffel e la vecchia stazione tranviaria, oggi destinata alla sosta degli autobus, simile ad uno chalet con rifiniture tipiche del mondo western. D'importanza naturalistica il Circo del Lys, dove si praticano sport invernali e raggiungibile tramite una funivia e poi una seggiovia, il Pont d'Espagne e il Lago di Gaube, ricchi di sentieri escursionistici, ruscelli, cascate e panorami.

## Società

### Evoluzione demografica
Abitanti censiti

## Sport
Due tappe del Tour de France sono terminate a Cauterets, nel 1989 e nel 1995, vinte rispettivamente da Miguel Indurain e Richard Virenque; anche una tappa della Vuelta a España, nel 2003, è terminata nella località pirenaica, che ha visto trionfare il danese Michael Rasmussen.